# فيفيان أروجو
فيفيان دوس سانتوس أروجو (بالبرتغالية: Viviane Araújo‏) (ولدت في 25 مارس 1975 في ريو دي جانيرو) عارضة صور فوتوغرافية وممثلة وشخصية تلفزيونية واقعية برازيلية .

## روابط خارجية
- فيفيان أروجو على موقع IMDb (الإنجليزية)
- فيفيان أروجو على موقع قاعدة بيانات الفيلم (الإنجليزية)